# Cárdenas, Kuba
Cárdenas är en kommun och stad på Kubas nordkust, ungefär 120 kilometer öster om Havanna. 2007 hade staden 153 087 invånare, med en befolkningstäthet på 182,1 km2. Staden ligger i provinsen Matanzas.

## Kända personer från Cárdenas
- Emilio Bobadilla
- Elián González